# La Course aux étoiles
La Course aux étoiles (titre original : Star Trail to Glory) est un roman de science-fiction de type « space opera » d'Edmond Hamilton. Paru en avril 1941, c'est le 6e roman de la saga du capitaine Futur.
Dans ce roman, le capitaine Futur a pour mission de découvrir qui est à la tête d'une organisation criminelle qui dérobe des vaisseaux spatiaux à des constructeurs de fusées.
Contrairement à d'autres romans du cycle « Capitaine Futur », ce roman n'a pas été adapté dans la série de dessins animés Capitaine Flam.

## Publications
Le roman est paru aux États-Unis en 1941.
Il a été publié en France en juin 2021 par Le Bélial' dans sa collection « Pulps », avec une traduction de Pierre-Paul Durastanti.
Le roman a aussi été publié :
- en langue japonaise :
  - en 1966 sous le titre 謎の宇宙船強奪団[3]
  - en 1968 sous le titre 宇宙[4]
- en langue allemande :
  - en 1982 sous le titre Sternstraße zum Ruhm[5]
  - en 2018 sous le titre Sternenstraße zum Ruhm[6]

## Personnages
- L'équipe du capitaine Futur
  - Curtis Newton, alias « capitaine Futur » : homme grand, athlétique, aux cheveux roux. Il est né sur la Lune peu avant l’assassinat de ses parents.
  - Simon Wright, alias « le Cerveau » : le professeur a eu son cerveau transféré dans une machine fonctionnant à l'énergie nucléaire. Il est le « mentor » du capitaine Futur et expert scientifique reconnu dans de nombreux domaines.
  - Grag : robot métallique d'environ deux mètres de hauteur, puissant, d'intelligence moyenne, créé par les parents du capitaine Futur et par Simon Wright.
  - Otho : androïde synthétique, métamorphe, physiquement agile et rapide, à l'intelligence vive, créé par les parents du capitaine Futur et par Simon Wright.
  - Joan Randall : belle et jeune femme aux cheveux bruns faisant partie de la Police des Planètes.
  - Ezra Gurney : officier supérieur (« marshal ») de la Police des Planètes.
  - Ik : « chiot de Lune » doué de télépathie ; animal de compagnie de Grag.
  - Oug : métamorphe ; animal de compagnie d'Otho.

- Les pilotes
  - Jan Walker : jeune pilote récemment breveté.
  - Ka Kardak : Jupitérien ; fuséologue en chef.
  - Losor, Yalu, Immler, Kiri, Sugan : pilotes expérimentés.

- Les constructeurs de fusées
  - Christian Rissman : Terrien ; propriétaire de la société de construction Rissman.
  - Lan Tark : Martien ; propriétaire de la société de construction Tark.
  - Ak Kalber : Uranien ; propriétaire de la société de construction Kalber.
  - Gray Garson : Terrien ; propriétaire de la société de construction Garson.
  - Zamor : Mercurien ; propriétaire de la société de construction Zamor.
  - Durl Cruh et Rin Cholo : Jupitériens ; propriétaires de la société de construction Cruh-Cholo.

## Résumé
Remarque : Le récit est divisé en 18 chapitres. Les noms des personnages et des lieux sont ceux indiqués dans la traduction de Pierre-Paul Durastanti aux éditions du Bélial' en 2021.
Plusieurs jeunes pilotes récemment brevetés arrivent sur la face cachée de Mercure. Ils vont bientôt faire partie de l’équipe chargée de tester les fusées, les « fuséologues ». Le jeune Ilo, un Vénusien, reçoit l'ordre de tester un appareil ; il meurt à l'occasion de sa sortie d'essai. Jan Walker reçoit le même ordre : son tour de la planète est une réussite. Mais il apprend que neuf vaisseaux ont disparu durant les trois derniers jours (chapitre 1er).
Quelques jours après, Jan Walker et son coéquipier Yalu, alors qu'ils testent une nouvelle fusée, se retrouvent soudainement projetés hors de la fusée testée, dérivant en plein espace ! Ils ont été projetés hors de la fusée par un moyen inconnu. Ils sont récupérés peu après par un vaisseau de secours. Une réunion a lieu sur Mercure : ces vols de fusées par les pirates de l'espace doivent cesser. Il est fait appel à la Police des Planètes, qui envoie le marshal Ezra Gurney. Celui-ci annonce aux trois principaux propriétaires des entreprises qui testent leurs nouvelles fusées sur Mercure (le Jupitérien Ak Kalber, le Martien Lan Tark, le Terrien Gray Garson) que l'on va faire appel au capitaine Futur (chapitre 2).
Pendant ce temps, dans sa base lunaire, le capitaine Futur met au point avec ses amis une machine permettant au professeur Simon Right de pouvoir se déplacer à volonté à l'intérieur d'un engin antigravité. Otho demande l'autorisation d'aller faire un vol à bord du Comète, ce que la capitaine autorise. Peu après, le signal du gouvernement sidéral en provenance du pôle nord enjoint au capitaine de se rendre sur Terre. Appelé, Otho informe le capitaine qu'il se passe une chose étrange. Son appel est interrompu et le radar de la base montre que le Comète change de direction. Le capitaine, apprenant ce qu'il s'est passé ces dernières semaines sur Mercure, en déduit qu'on vient de lui voler, sous son nez, son propre vaisseau. Mais les dégâts sont limités : les voleurs croyaient sans doute pouvoir capturer toute l'équipe, alors que seul Otho a été fait prisonnier. Le capitaine demande au marshal Ezra Gurney de mettre à sa disposition un croiseur rapide. Aussitôt dit, aussitôt fait, et le croiseur poursuit le Comète. Le voyage dure jusqu'à Vénus. La base des voleurs est découverte ; elle est « habitée » par des robots. Otho, qui est devenu l'ami des autochtones vénusiens, a élaboré un plan pour chasser les voleurs-robots de leur base. Mais il retrouve le capitaine, Simon, Grag, Joan et Gurney. Les robots ont évacué la base. L'équipe des Futuristes continue son voyage jusqu'à Mercure pour y continuer l'enquête (chapitres 3 à 6).
Ils se rendent au Palais de l'Espace où une grande réception avec bal masqué est donnée. Capitaine Futur y rencontre les principaux propriétaires des entreprises de construction de fusées. Ils répondent à ses questions mais aucune information stratégique n'est révélée. Toutefois, à la fin de la réunion, Durl Cruh émet le souhait de dire quelque chose en privé au capitaine. Tous deux se retirent et Durl Cruh informe le capitaine qu'il pourrait orienter ses recherches en direction d'un dénommé Webster Kelso. À peine a-t-il prononcé ces mots qu'une bombe miniaturisée explose, le tuant sur le coup (chapitre 7).
Malgré la mort de Cruh, le capitaine Futur dispose d'un début de piste. Avec ses amis, il se rend à la Bibliothèque interplanétaire qui se trouve sur Mercure, et fait des recherches sur Webster Kelso. Très longtemps avant l'époque actuelle, ce dernier avait affrété le vaisseau spatial « Le Traceur d'étoiles » pour créer une colonie sur Pluton avec des robots semi-intelligents. Au cours du trajet, des membres de l'équipage s'étaient mutinés et on avait perdu la trace du vaisseau. Retournant sur leur base lunaire, capitaine Futur et ses amis font des recherches pour déterminer l'endroit où se trouvait Le Traceur d'étoiles lors de la mutinerie. Recherche faite, il se trouvait non loin de la comète de Kansu. Peut-être y avait-il trouvé refuge ? Futur ordonne à Grag et Otho d'aborder la comète et de vérifier si elle est colonisée ou non ; pendant ce temps il se déguisera en jeune fuséologue et se fera passer sur Mercure pour un pilote juste breveté, où il continuera l'enquête (chapitre 8).
Grag et Otho arrivent à proximité de la comète et s'y posent. Ils découvrent des robots similaires à ceux trouvés sur la base criminelle de Vénus. Les robots confirment la théorie de capitaine Futur : jadis Webster Kelso avait posé « Le Traceur d'étoiles » sur le cœur de la comète et, peu avant sa mort, avait demandé aux robots de construire une cité selon certains plans. Puis plus rien ne s'était passé par la suite, jusqu'à ce qu'un homme déguisé arrive et se prétende possesseur de la comète. Il avait emporté les inventions de Webster Kelso et une cinquantaine de robots (chapitre 9).
Pendant ce temps, sous l'identité fictive de Ray Barrett, capitaine Futur se fait passer pour un jeune pilote récemment breveté. Le chef des fuséologues, Ka Kardak, lui fait subir des tests et des épreuves (comme Jan Walker au début du roman) et les réussit en faisant croire qu'il est un novice. « Ray Barrett » est admis dans le corps des fuséologues et mis en binôme avec Jan Walker. Tous deux doivent essayer un nouveau modèle Cruh-Cholo 30. Alors qu'ils sont dans l'espace profond, leur engin est dérobé par les pirates de l'espace, et ils se retrouvent à dériver, loin de tout. Capitaine Futur se rend compte qu'ils sont non loin d'un courant qui peut les mener vers les « Sargasses de l'espace », vaste zone qui attire les débris de l'espace et les vaisseaux spatiaux. Révélant sa véritable identité à Walker, Futur lui propose un plan audacieux : se rendre en ce lieu désolé pour y trouver un moyen de retourner à Mercure. Avec l'acceptation de Walker, ils se dirigent droit vers les Sargasses de l'espace. Ils y découvrent un vaisseau spatial venu de l'autre bout de la galaxie, contenant des extraterrestres en hibernation. Réveillant l'un d'eaux, ils apprennent que ces extraterrestres ont un besoin vital de sang synthétique, faute de quoi ils mourront. Le capitaine Futur, pillant les vaisseaux à proximité, réunit les instruments et les matières premières permettant de fabriquer ce sang synthétique. Il en produit assez pour nourrir les extraterrestres. Ceux-ci acceptent de le reconduire sur la comète de Kansu et promettent qu'ils quitteront ensuite le système solaire. Amenés sur la comète, Futur et Walker y retrouvent Grag et Otho (chapitres 10 à 12).
Fouillant le « Le Traceur d'étoiles », le groupe découvre le journal de bord de Webster Kelso. Ils y trouvent un indice essentiel sur l'une de ses inventions. Le capitaine, Grag, Otho et Walker se dirigent vers Mercure. Arrivés sur la planète, le capitaine explique sa théorie : Webster Kelso avait découvert le moyen d'accélérer la vitesse des électrons au sein de l'atome, ce qui provoque une accélération du temps. Son invention est donc un « accélérateur de temps », dont s'est emparé le chef des pirates de l’espace. Il se met en devoir de reproduire cette invention pour combattre à égalité les pirates. Quelques jours après, il a réussi à reproduire cette invention, réalisés à deux exemplaires, l'un pour lui et l'autre pour Otho. Laissant Grag et Walker, le capitaine et Otho se rendent sur Mercure pour se faire passer pour « Ray Barrett » et Jan Walker. Pour sa part le professeur Simon Wright n'est pas resté inactif. Il a créé un appareil de son invention lui permettant de suivre les pirates de l'espace, dont il suppose qu'ils ont une base sur Mercure. Ne respirant pas, il peut se mouvoir dans l'espace. Il se met en observation sur le chemin des pirates et poursuit un vaisseau, qui le mène jusqu'à la Vallée des vapeurs, une partie désolée et mortifère de Mercure. Mais il est fait prisonnier par les robots (chapitres 13 et 14).
« Ray Barrett » et « Jan Walker » (le capitaine et Otho) se sont inscrits pour participer à la course du « Tour du système solaire » (Mercure → tour du soleil → Vénus → la Terre → Jupiter → Uranus → Pluton → Neptune → Mars → Mercure). Ils ont réussi brillamment les éliminatoires. Le sort leur attribue un vaisseau Zamor de piètre facture. La course commence et elle est rude pour tous les participants. Pilotant leur Zamor, le capitaine et Otho parviennent à ne pas se laisser distancer en coupant plus près du soleil que leurs concurrents et en traversant la pléiade d'astéroïdes entre Mars et Jupiter. Alors qu'ils ont parcouru la plus grande partie du trajet, ils constatent que l'un des participants de la course se fait attaquer et maîtriser par les pirates de l'espace. Peu de temps après, ils sont à leur tout attaqués. Actionnant son système d'accélérateur de temps, le capitaine maîtrise les deux robots qui l'attaquent. Se faisant passer pour l'un des robots ayant réussi la mission, il suit l'autre vaisseau qui a été capturé vers la base des pirates, dans la Vallée des vapeurs. Ils posent le Zamor dans la base secrète et s'éclipsent discrètement. Ils découvrent Simon Wright interrogé par le Robot n°1. Le capitaine maîtrise ce robot et libère Simon. Le capitaine réunit tous les robots présents dans la base et leur annonce qu'on n'a plus besoin d'eux. Désignant un vaisseau, il leur ordonne de retourner sur la comète de Kansu. Puis le capitaine et Otho se rendent avec le Zamor à la ligne d'arrivée de la course : ils sont classés en troisième et dernière position, les autres vaisseaux ayant été pris par les pirates. Le capitaine ordonne à Ezra Gurney de réunir les propriétaires des entreprises de constructions spatiales (chapitres 15 à 17).
Dans le dernier chapitre, le capitaine résume brièvement ses aventures et les données qu'il a collectées. Il révèle l'identité du chef des pirates de l'espace, qui est aussi celui qui avait pillé les découvertes de Webster Kelso et avait amené sur Mercure une cinquantaine de robots de la comète : il s'agit de Gray Garson, alors directeur adjoint de l'entreprise Rissman. Il avait créé sa propre entreprise et, pour obtenir beaucoup d'argent rapidement, s'était mis à dérober les astronefs testés sur Mercure. Ils les revendait en les modifiant et en les maquillant. Se voyant découvert, Gray Carson active un accélérateur de temps qu'il porte sur lui. Le capitaine actionne le sien et le poursuit. Une bagarre a lieu, au cours de laquelle le capitaine maîtrise Carson et le fait prisonnier. Revenant en « temps normal », le capitaine livre Carson à la Police des planètes. Dans la dernière page du roman, « Ray Barrett » révèle à un Ka Kardak stupéfait sa vraie identité (chapitre 18).

## Autour du roman
Les « Sargasses de l'espace » font référence à la mer des Sargasses et au vortex de déchets du Pacifique nord. Ce lieu de fiction avait déjà été évoqué dans le roman Capitaine Futur à la rescousse.